# 宋杰 (推理小說家)
宋杰，台灣推理小說家、推理評論家，台灣推理作家協會成員，第16屆台灣推理作家協會徵文獎首獎得主。出生於台中市，台灣大學法學院科法所碩士畢業，曾任台大推理小說研究社社長，筆名來自英文舊名「Jason」之反向唸法。

## 創作經歷
宋杰在大學二年級時加入台大推理小說研究社，知道有「台推獎」之後，逐漸養成每年投一篇的習慣，但前四次都進不了決選。他入社時的社長四維宗早在第11屆就獲獎，接替他社長之位的餅乾怪獸也在第12屆獲獎，讓他自嘲沒什麼天分。2015年，他以北歐神話為發想的小說〈芬里爾的鎖鏈〉止步於台推獎准決選，但評審之一的香港推理小說家陳浩基認為「單憑這篇我便確定作者是位極具才華的推理寫手」，令他深受鼓舞。2017年，他創作了以北歐列車密室為舞台的〈赫爾辛基眼淚〉，因而首度入圍決選，小說家李柏青認為本作「故事與推理的結合相當優秀，所有的梗都藏得不露痕跡，無論是動機或破案關鍵都埋得很恰當，多文化背景的描寫很精彩，論深度也有其感人之處」。後來宋杰讀了傑尼斯偶像團體「NEWS」成員加藤成亮的小說《紅的告別式》，大受感動後決定效法該書，以演藝圈偶像的過去與現在為主題創作推理小說。
2018年，這篇後來定名為〈致命偶像〉的作品終於讓他獲得台推獎首獎。決選評審Clain認為，本作將阿嘉莎·克莉絲蒂名作《羅傑·艾克洛命案》的詭計轉換得很精采，木馬文化社長陳蕙慧認為本作「在角度調度跟場面調度有一定功力」，推理小說家寵物先生認為作者在「寫人的方面相當優秀」，且雙線敘事的安排「算是做得非常好，現在線寫命案，過去線塑造人格特質，最後構成整個動機，兩條線有扣在一起」，推理評論家冬陽認為本作品「設了多層謎團，最後還來個精采的翻轉，十分令人驚艷」，推理小說家舟動認為本作「用到許多當代的語言和生活素材去打造出演藝界的生態，犯人和偵探的鬥智和對話寫得相當精采，結尾的翻轉並連帶引出的動機具有穩固的說服力」，他認為宋杰「對演員、演藝圈的觀察相當細膩，而且文字平易近人，很容易讓讀者進入狀況」。宋杰在得獎感言中特別感謝他「永遠的偶像」陳浩基老師，在數年前他最灰心的時刻大力讚賞他落選的作品，並表示有幸成為陳浩基在台推獎的後輩，是他最感光榮的事。

## 作品

### 推理小說
- 台大偵探事件簿（初版發表於《UNCUT 台政推理小說聯合社刊》，2012；鏡文學修訂版，2018）
- 河神的法則（第11屆台灣推理作家協會徵文獎準決選入圍作品，2013）
- 臉書殺人非死不可（2014）
- 芬里爾的鎖鏈（第13屆台灣推理作家協會徵文獎準決選入圍作品，2015；鏡文學修訂版，2018）
- 赫爾辛基眼淚（第15屆台灣推理作家協會徵文獎決選入圍作品，收錄於《華麗的拋物線：第十五屆台灣推理作家協會徵文獎合輯》，2017，醇文庫）[9]
- 致命偶像（第16屆台灣推理作家協會徵文獎首獎作品，收錄於《亞斯伯格的雙魚：第十六屆台灣推理作家協會徵文獎合輯》，2018，醇文庫）[10]
- 伊甸的鑰匙（鏡文學，2018）
- 真的沒騙你（收錄於《故事的那時此刻》，2022，博識圖書）[11]
- 情定御堂筋（收錄於《PUZZLE vol.2》，2024，PUZZLE雜誌）[12]

### 案件實錄
- 【雙面法務劉偉杰】菁英律師也無法阻止的股票盜賣案（重大歷史懸疑案件調查辦公室，2019）
- 【核武特工張憲義】叛逃科學家的愛國者遊戲（重大歷史懸疑案件調查辦公室，2020）
- 【司法玩家井天博】惡德檢察官的起訴價目表（重大歷史懸疑案件調查辦公室，2020）

### 評論

#### MWT每週推
發表於台灣推理作家協會官方網站
- 宋杰推薦：連城三紀彥《沒有臉的肖像畫》（2020/10/13）
- 宋杰推薦：約翰·勒卡雷《鍋匠、裁縫、士兵、間諜》（2021/3/2）
- 宋杰推薦：單集短劇《雙重預約》（ダブルブッキング）（2021/7/8）
- 宋杰推薦：連城三紀彥《花葬》（2021/8/9）
- 宋杰推薦：橫山秀夫《高度狂熱》（2022/2/18）

#### 台推徵文獎初選評審總評
- 第17屆台灣推理作家協會徵文獎合集《和騎士度過的那一夜》：決選入圍作品 ＆ 其他遺珠作品（2019/8/25）[13]

## 活動
- 第15屆台灣推理作家協會徵文獎作品集《華麗的拋物線》新書分享會（2017年7月15日，台北市何嘉仁書店民權店）[14]
- 「推理文學在臺灣特展」推廣活動一第15屆台灣推理作家協會徵文獎入圍作家座談（2017年7月22日，台南市國立臺灣文學館二樓文學體驗室）[15]
- 《亞斯伯格的雙魚》新書分享會台北場（2018年7月7日，台北市TutorABC-T館）[16][17][18]
- 《亞斯伯格的雙魚》新書分享會台中場（2018年7月21日，台中市精武圖書館四樓大講堂）[19]
- 「台灣推理作家協會徵文獎第20屆頒獎典禮」主持人（2022年9月24日，台北市兆基商務中心和平大講堂）[20]

## 外部連結
- 台灣推理作家協會官方網站：宋杰 （页面存档备份，存于）
- 鏡文學：宋杰
- 重大歷史懸疑案件調查辦公室：宋杰 （页面存档备份，存于）
- 宋杰筆錄 （页面存档备份，存于）